# Chaosrealm
Chaosrealm (Reino del Caos) es un lugar ficticio de la serie de juegos Mortal Kombat, considerado como el más caótico de los reinos del mal y también el más inestable.

## Descripción
El Chaosrealm es un mundo que parece desafiar las leyes normales de la física hasta el punto de que no se sabe si realmente puede ser llamado un mundo, como las partes visibles parecen estar compuestas por formaciones de rocas flotantes. Chaosrealm aparentemente era un mundo normal hasta que en algún momento en el pasado lejano, el Dios del Caos desató "La Tempestad". Este fue el responsable de la transformación del reino y su fragmentación, y también se cree que han causado amnesia colectiva entre sus habitantes.
Los ocupantes de Chaosrealm (Llamados Chaosrealmers) reflejan su carácter caótico del mundo, y mantienen la libertad absoluta y el cambio en la más alta estima, saboreando en el caos y la no adhesión a las normas o leyes. Es el polo opuesto de Seido. En un toque de ironía, es precisamente Seido que pretende controlar Chaosrealm por su vastas reservas de agua, lo que le falta.

## Especies Nativas
Los habitantes del reino del caos o Chaosrealmers son humanoides en forma y llegan a ser salvajes, primitivos y amenazantes en extremo. Algunos llevan tatuajes, señales extrañas o incluso expresiones más extremas de su último individualismo, como Havik que tiene la cara mutilada, su capacidad de giro de sus propios huesos y los músculos de manera que sería letal para cualquier humano normal. Estas características de los Chaosrealmers, que muestran la aparente falta de sentido de la muerte o la vida, ponen en tela de juicio si realmente existe la muerte en Chaosrealm. También tienden a hablar hacia atrás.
En el Reino del Caos no parecen haber verdaderos aliados. Quizás esto se debe a la naturaleza del reino. El hecho de que los residentes parecen dispuestos a infectar a otros reinos con el caos podría ser considerado una amenaza para otros. Si bien no existe una clara alianza con Outworld, el pueblo de Chaosrealm parecen preferir a Shao Kahn como gobernante del Outworld más nadie a causa de la caos que aporta a la esfera de su gobierno.
El Chaosrealm está constituido por algunas tribus, como las Yanasi y los Yagese. En su centro hay un templo dedicado a todo lo caótico. Ellos adoran el agua dado que nunca está definida y la definen como el Caos Líquido, tienen su agua en reservas.

## Relación con otros reinos
Siendo el más desequilibrado e inestable de todos los reinos el Chaosrealm no contempla relaciones formales con ninguno de estos, pero es bien sabido que está en la alineación del mal(junto con el Outworld y el Netherrealm) y siendo el Orderrealm el reino mas opuesto y contrario al Chaosrealm, estos son los peores enemigos.